# Wilhelm Fricke (Fotograf)

Wilhelm Fricke

Wilhelm Fricke, vollständig Johann Wilhelm Hermann Fricke (* 12. September 1843 in Lübeck; † 16. Oktober 1910 in New York) war ein deutscher Fotograf und Autor.

## Leben

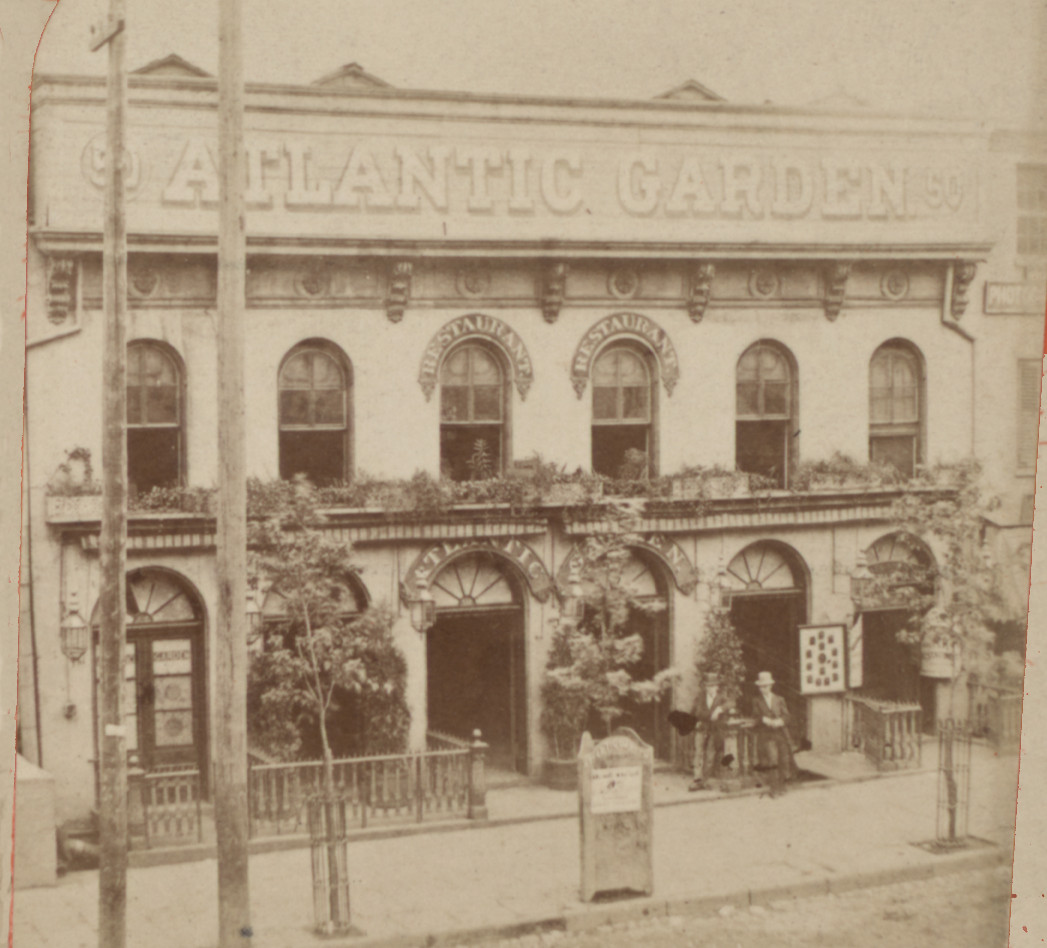
Atlantic Garden, 50 Bowery, am Eingang rechts wohl Aufsteller mit Fotografien Frickes

Wilhelm Fricke war der vorehelich geborene Sohn des Eisenbahnwärters Christian Wilhelm Ludwig Fricke aus dem Hannoverschen und der Catharina Margarethe Charlotte Berdey (* 1822) aus Lübeck. Die Eltern heirateten 1847. Er wuchs bei seinen Großeltern in der Depenau auf. Zunächst gelernter Gärtner, wurde Wilhelm Fricke dann Fotograf in Hannover. 1874 wanderte er nach New York aus. Hier wurde er Teilhaber des Fotostudios Aschhoff & Fricke, später dessen Alleininhaber. Das Atelier befand sich bis in die 1890er Jahre über dem Atlantic Garden, 50 Bowery.
Mit Martin Börsmann gab er 1875/76 die plattdeutsche Zeitschrift Uns’ Modersprak heraus und engagierte sich im plattdeutschen Vereinswesen Nordamerikas. Sein Nachruf in der New Yorker Staats-Zeitung bezeichnete ihn als „den amerikanischen Fritz Reuter.“
Er lebte zuletzt in der Bronx, 2868 3rd Avenue. Seine Leiche wurde im Fresh Pond Crematory and Columbarium in Queens eingeäschert.

## Werke

### Herausgeber
- Uns' Modersprak : En plattdütsch Unnerhollungsbladd / rutgeven van W. Fricke unner Bihülp von Martin Börsmann un Annere. New York. 1.1875/76,15.Juni - 2.1876/77,6.März = Nr. 1-71; damit Ersch. eingest.

### Gedichte
- (anonym erschienen) Snörken un Hamörken : Plattdütsche Rimels / vun mi sülwst. Hannover: Cruse 1869.
- Fritz Reuter's Geburtsdag : Dramatisches Festdagsgedicht expree vör den Fritz Reuter-Verein tau New York. New York 1873

### Prosa
- Wat möt, dat möt : Eine lustige Geschichte in niedersächsischer Mundart. Jena: Costenoble 1870
- Jöching oder as't komen sall so kömmt: Roman. In: Uns' Modersprak: En plattdütsch Unnerhollungsbladd. New York 1875

### Theaterstücke
- De niee Mantel oder De Eifersüchtigen: Lustspiel. in: Plattdütsche Husfründ: En Volksblatt voer alle Plattdütschen. Leipzig: Koch 1879, Nr. 17, Nr. 18.
- Stien un Dörten: Ut den Franzosenkrieg 1870/71; en lustige Geschichte in Rimels. New York 1890
- Der Vereins-Präsident: Schwank in 4 Akten. New York 1892
- Vadders Ebenbild: Lustspeel. Hamburg 1893
- Wo is dat Füer? Lustspeel in 1 Akt frie bearb. nach Fritz Reuter. Hamburg: Richter 1893 (Hamburger Theater-Repertoire 15)
- Perpetuum mobile: Plattdeutsches Lustspiel in 1 Act. Hamburg: Richter 1893 (Hamburger Theater-Repertoire 16)